# Esat Mala
Esat Reshat Mala (n. 18 octombrie 1998) este un fotbalist albanez care joacă pe postul de mijlocaș pentru clubul albanez Partizani Tirana în Superliga Albaniei.

## Cariera pe ecihpe

### Ballkani
Mala a petrecut prima parte a sezonului 2017-2018 în prima Ligă de Fotbal din Kosovo, jucând pentru Ballkani. În același timp, el s-a antrenat, de asemenea, cu  echipa Partizani B, a jucat 12 meciuri și a marcat 8 goluri, oferind, de asemenea, 10 pase decisive în timpul perioadei petrecute la club.

### Partizani Tirana
La 27 decembrie 2017. Partizani Tirana a anunțat achiziția lui Mala, cu care a semnat un contract de doi ani și jumătate. El și-a făcut debutul pentru echipă mai târziu, pe 4 februarie, jucând în a doua repriză a unei victorii cu 2-1 pe teren propriu cu Kamza. Și-a câștigat rapid de titular în echipa condusă de Sulejman Starova, și a câștigat titlul de cel mai bun jucător al lunii martie în campionat. Mala a terminat sezonul cu 17 meciuri în campionat și unul în campionat, în timp ce Partizani a terminat pe locul 5 în ligă. După terminarea sezonului, a fost numit unul dintre talentele sezonului de către asociația „Sporti na bashkon”.

## Cariera la națională
La 28 mai 2018. Mala a debutat pentru Albania U21 într-un meci amical cu Bosnia și Herțegovina U21 după ce a fost numit în gama de start.

## Statistici privind cariera
Până pe 9 mai 2018 
| Club             | Sezon         | Ligă               | Ligă    | Ligă   | Cupă    | Cupă   | Continental | Continental | Altele  | Altele | Total   | Total  |
| Club             | Sezon         | Divize             | Meciuri | Goluri | Meciuri | Goluri | Meciuri     | Goluri      | Meciuri | Goluri | Meciuri | Goluri |
| ---------------- | ------------- | ------------------ | ------- | ------ | ------- | ------ | ----------- | ----------- | ------- | ------ | ------- | ------ |
| Partizani Tirana | 2017-2018     | Superliga Albaniei | 15      | 0      | 1       | 0      | -           | -           | -       | -      | 16      | 0      |
| Partizani Tirana | Total         | Total              | 15      | 0      | 1       | 0      | -           | -           | -       | -      | 16      | 0      |
| Total carieră    | Total carieră | Total carieră      | 15      | 0      | 1       | 0      | -           | -           | -       | -      | 16      | 0      |

## Titluri

### Individual
- Superliga Albaniei: Jucătorul lunii martie 2018 [6]
- Superliga Albaniei: Talentul sezonului Locul al doilea 2017-2018 [8]